# Puerto Vallarta Open 2021 - Doppio
Matt Reid e John-Patrick Smith erano i detentori del titolo ma hanno scelto di non partecipare.
In finale Gijs Brouwer e Reese Stalder hanno sconfitto Hans Hach Verdugo e Miguel Ángel Reyes Varela con il punteggio di 6–4, 6–4.

## Teste di serie
1. Hans Hach Verdugo  /  Miguel Angel Reyes-Varela (finale)
2. Evan King /  Hunter Reese (quarti di finale)

1. Christian Harrison /  Dennis Novikov (quarti di finale)
2. Adrián Menéndez Maceiras /  Roberto Ortega-Olmedo (semifinale)

## Wildcard
1. Milledge Cossu /  Pablo Cuevas (primo turno)
2. Juan Sebastian Gomez /  Alex Hernandez (primo turno)

1. Miguel Damas /  Samuel Sanchez (primo turno)

## Ranking protetto
1. Pedro Vives Marcos /  T-l Wu (primo turno)

## Tabellone

### Legenda
| - Q = Qualificato - WC = Wild card - LL = Lucky loser | - ALT = Alternate - SE = Special Exempt - PR = Protected Ranking | - w/o = Walkover - r = Ritirato - d = Squalificato |

|  | Primo turno | Primo turno                         | Primo turno                    | Primo turno | Primo turno |  |  | Quarti di finale | Quarti di finale                    | Quarti di finale               | Quarti di finale                    | Quarti di finale                    |   |   | Semifinali | Semifinali                                  | Semifinali                                  | Semifinali                 | Semifinali                 |   |   | Finale | Finale | Finale | Finale | Finale |  |
|  |             |                                     |                                |             |             |  |  |                  |                                     |                                |                                     |                                     |   |   |            |                                             |                                             |                            |                            |   |   |        |        |        |        |        |  |
|  | 1           | H Hach Verdugo MÁ Reyes Varela      | H Hach Verdugo MÁ Reyes Varela | 6           | 6           |  |  |                  |                                     |                                |                                     |                                     |   |   |            |                                             |                                             |                            |                            |   |   |        |        |        |        |        |  |
|  | WC          | M Cossu P Cuevas                    | M Cossu P Cuevas               | 4           | 0           |  |  | 1                | H Hach Verdugo MÁ Reyes Varela      | H Hach Verdugo MÁ Reyes Varela | 6                                   | 6                                   |   |   |            |                                             |                                             |                            |                            |   |   |        |        |        |        |        |  |
|  |             | A Kovacevic R Roelofse              | A Kovacevic R Roelofse         | 67          | 65          |  |  |                  | L Patiño K Uchida                   | L Patiño K Uchida              | 2                                   | 4                                   |   |   |            |                                             |                                             |                            |                            |   |   |        |        |        |        |        |  |
|  |             | L Patiño K Uchida                   | L Patiño K Uchida              | 79          | 7           |  |  |                  |                                     |                                |                                     |                                     |   |   | 1          | H Hach Verdugo MÁ Reyes Varela              | H Hach Verdugo MÁ Reyes Varela              | 7                          | 6                          |   |   |        |        |        |        |        |  |
|  | 4           | A Menéndez Maceiras R Ortega Olmedo | 3                              | 6           | [10]        |  |  |                  |                                     | 4                              | A Menéndez Maceiras R Ortega Olmedo | A Menéndez Maceiras R Ortega Olmedo | 5 | 1 |            |                                             |                                             |                            |                            |   |   |        |        |        |        |        |  |
|  | WC          | JS Gómez A Hernández                | 6                              | 2           | [2]         |  |  | 4                | A Menéndez Maceiras R Ortega Olmedo | 7                              | 1                                   | [10]                                |   |   |            |                                             |                                             |                            |                            |   |   |        |        |        |        |        |  |
|  |             | M Cuevas MF Descotte                | M Cuevas MF Descotte           | 5           | 2           |  |  |                  | S González G López Villaseñor       | 63                             | 6                                   | [5]                                 |   |   |            |                                             |                                             |                            |                            |   |   |        |        |        |        |        |  |
|  |             | S González G López Villaseñor       | S González G López Villaseñor  | 7           | 6           |  |  |                  |                                     |                                |                                     |                                     |   |   | 1          | Hans Hach Verdugo Miguel Ángel Reyes Varela | Hans Hach Verdugo Miguel Ángel Reyes Varela | 4                          | 4                          |   |   |        |        |        |        |        |  |
|  |             | G Nanda Mi Redlicki                 | 7                              | 4           | [6]         |  |  |                  |                                     |                                |                                     |                                     |   |   |            |                                             |                                             | Gijs Brouwer Reese Stalder | Gijs Brouwer Reese Stalder | 6 | 6 |        |        |        |        |        |  |
|  |             | G Brouwer R Stalder                 | 62                             | 6           | [10]        |  |  |                  | G Brouwer R Stalder                 | G Brouwer R Stalder            | 6                                   | 6                                   |   |   |            |                                             |                                             |                            |                            |   |   |        |        |        |        |        |  |
|  | PR          | P Vives Marcos T-l Wu               | P Vives Marcos T-l Wu          | 64          | 4           |  |  | 3                | C Harrison D Novikov                | C Harrison D Novikov           | 3                                   | 4                                   |   |   |            |                                             |                                             |                            |                            |   |   |        |        |        |        |        |  |
|  | 3           | C Harrison D Novikov                | C Harrison D Novikov           | 7           | 6           |  |  |                  |                                     |                                |                                     |                                     |   |   |            | G Brouwer R Stalder                         | G Brouwer R Stalder                         | 6                          | 6                          |   |   |        |        |        |        |        |  |
|  |             | L Draxl A Galarneau                 | L Draxl A Galarneau            | 6           | 6           |  |  |                  |                                     |                                | L Draxl A Galarneau                 | L Draxl A Galarneau                 | 4 | 4 |            |                                             |                                             |                            |                            |   |   |        |        |        |        |        |  |
|  | PR          | P Krstin R Statham                  | P Krstin R Statham             | 1           | 2           |  |  |                  | L Draxl A Galarneau                 | 6                              | 3                                   | [10]                                |   |   |            |                                             |                                             |                            |                            |   |   |        |        |        |        |        |  |
|  | WC          | M Damas S Sánchez                   | M Damas S Sánchez              | 2           | 2           |  |  | 2                | E King H Reese                      | 3                              | 6                                   | [2]                                 |   |   |            |                                             |                                             |                            |                            |   |   |        |        |        |        |        |  |
|  | 2           | E King H Reese                      | E King H Reese                 | 6           | 6           |  |  |                  |                                     |                                |                                     |                                     |   |   |            |                                             |                                             |                            |                            |   |   |        |        |        |        |        |  |